# Tergast
Tergast is een dorp in het Landkreis Leer in de Duitse deelstaat Nedersaksen. Het dorp is onderdeel van de gemeente Moormerland. Het ligt twee km ten noordoosten van Oldersum, en ten westen van de Autobahn A31.
Tergast (zie gast) ligt op een zandkop in het veengebied van Oost-Friesland. Het dorp wordt voor het eerst genoemd in een schenkingsakte uit 1401 van het premonstratenzer klooster Langen. Het dorp is echter ouder. De dorpskerk, gelegen op een warft, stamt uit de dertiende eeuw.
In het dorp staat het Wasserwerk (de drinkwaterwinning) van de stad Emden met bijbehorende watervijvers. Het water wordt onder de grond te Tergast opgepompt.
- Gemeinsame Normdatei: 4619361-3
- Virtual International Authority File: 249401807